# Echis leucogaster
Echis leucogaster este o specie de șerpi din genul Echis, familia Viperidae, descrisă de Per Abraham Roman în anul 1972. Conform Catalogue of Life specia Echis leucogaster nu are subspecii cunoscute.